# Roger Fourme
Roger Claude Fourme (* 12. April 1942 in Paris; † 24. Dezember 2012 in Saint-Sigismond, Département Haute-Savoie) war ein französischer Physiker. Er leistete bedeutende Beiträge zur Forschung mit Synchrotronstrahlung, insbesondere im Bereich der Röntgenstrukturanalyse von Proteinkristallen und allgemein der Strukturbiologie.

## Leben
Roger Fourme wurde am 12. April 1942 im 10. Pariser Arrondissement geboren. Seine Familie stammte aus bescheidenen Verhältnissen. Er begann ein Lehramtstudium; die ihn unterrichtenden Hochschullehrer überzeugten ihn jedoch, in ein Physikstudium mit Blick auf eine Karriere in der Forschung zu wechseln. 1970 wurde er an der Universität Pierre und Marie Curie (Paris VI) promoviert mit einer Dissertation zur Röntgenstrukturanalyse an Molekülkristallen unter hohen Drücken und bei variierender Temperatur. Er wurde Assistenzprofessor an der Universität Paris XII in Créteil, in den späten 1970er Jahren dann Inhaber einer Vollprofessur an der Universität Paris-Süd (Paris XI) in Orsay.
Dort arbeitete er am damaligen nationalen französischen Synchrotronstrahlungslabor LURE und wurde später Leiter der dortigen Abteilung für Biologie. Ende der 1990er Jahre trug er maßgeblich zur Gründung der Synchrotronstrahlungsquelle SOLEIL als Nachfolgeeinrichtung von LURE bei und war bis zu seiner Pensionierung 2007 einer der zwei wissenschaftlichen Direktoren von SOLEIL. Auch im Ruhestand arbeitete er als Emeritus weiter dort.
Roger Fourme war Mitglied der Kommunistischen Partei Frankreichs und gehörte deren nationaler Kommission für Hochschulwesen und Forschung an.
Er starb am 24. Dezember 2012 im Alter von 70 Jahren während eines Skiurlaubs mit seiner Familie in Saint-Sigismond (Haute-Savoie) in den französischen Alpen.

## Wirken
Fourmes Forschungsarbeiten beschäftigten sich schwerpunktmäßig mit der Strukturbiologie und ganz besonders mit der Entwicklung von Methoden zur experimentellen Lösung des Phasenproblems in der Röntgenstrukturanalyse von Proteinkristallen und anderen biologischen Makromolekülen. Mit dem späteren Nobelpreisträger Georges Charpak erkundete er in den 1970er Jahren den Einsatz von Driftkammern als Detektoren in der Proteinstrukturanalyse; ein solcher Detektor wurde ab 1980 bei LURE eingesetzt. Anfang der 1990er Jahre zeigte er, dass das Edelgas Xenon zur Phasenbestimmung von Proteinstrukturen verwendet werden konnte. Am Ende seiner wissenschaftlichen Laufbahn Anfang des zweiten Jahrzehnts des 21. Jahrhunderts beschäftigte sich Fourme mit Röntgenstrukturanalyse unter hohen Drücken – einem Thema, das er schon in seiner Doktorarbeit Ende der 1960er Jahre behandelt hatte – und mit der Verwendung extrem kurzwelliger Röntgenstrahlen zur Gewinnung besserer Diffraktionsdaten.
Er war einer der wissenschaftlichen Gründungsherausgeber der Fachzeitschrift Journal of Synchrotron Radiation.
Bei der Planung der europäischen Synchrotronstrahlungsquelle ESRF in den 1980er Jahren trug Fourme maßgeblich zur Definition der für das neue Instrument vorgeschlagenen Strahllinien für Strukturbiologie bei.
Als Ende der 1990er Jahre die bereits getroffene Entscheidung zum Bau der nationalen Synchrotronstrahlungsquelle SOLEIL vom damaligen Forschungsminister Claude Allègre storniert wurde, setzte sich Fourme, gemeinsam mit anderen Wissenschaftlern, mit großem Einsatz – und letztlich erfolgreich – für das Projekt SOLEIL ein. Von tragender Bedeutung war in dieser Situation ein offener Brief des Nobelpreisträgers Max Perutz an Allègre, der in der Tageszeitung Le Monde abgedruckt wurde und in dem Perutz sich entschieden für die Verwirklichung des Projekts aussprach. Fachkollegen schrieben Perutz’ intensives Engagement in dem Konflikt dem Umstand zu, dass er Fourme seit Jahrzehnten kannte und überaus schätzte.

## Publikationen
Die Literatur- und Zitationsdatenbank Web of Science weist Roger Fourme als Autor oder Mitautor von über 130 Artikeln in wissenschaftlichen Fachzeitschriften mit einem h-Index von 33 aus. Die meistzitierten seiner Papers sind:
- G. Fermi, M. F. Perutz, B. Shaanan, R. Fourme: The crystal structure of human deoxyhaemoglobin at 1.74 Å resolution. In: Journal of Molecular Biology. Band 175, Nr. 2, 15. Mai 1984, S. 159–174, doi:10.1016/0022-2836(84)90472-8.
- W. I. Weis, R. Kahn, R. Fourme, K. Drickamer, W. A. Hendrickson: Structure of the calcium-dependent lectin domain from a rat mannose-binding protein determined by MAD phasing. In: Science. Band 254, Nr. 5038, 13. Dezember 1991, S. 1608–1615, doi:10.1126/science.1721241.
- R. Kahn, R. Fourme, D. André, M. Renaud: Crystal structure of cyclohexane I and II. In: Acta Crystallographica Section B. Band 29, Nr. 1, 1973, S. 131–138, doi:10.1107/S0567740873002074.
- C. Dumas, I. Lascu, S. Moréra, P. Glaser, R. Fourme, V. Wallet, M.l. Lacombe, M. Véron, J. Janin: X-ray structure of nucleoside diphosphate kinase. In: The EMBO Journal. Band 11, Nr. 9, 1. September 1992, S. 3203–3208, doi:10.1002/j.1460-2075.1992.tb05397.x.
- T. Prange, M. Schiltz, L. Pernot, N. Colloc'h, S. Longhi, W. Bourguet, R. Fourme: Exploring hydrophobic sites in proteins with xenon or krypton. In: Proteins-Structure Function and Bioinformatics. Band 30, Nr. 1, 1. Januar 1998, S. 61–73, doi:10.1002/(SICI)1097-0134(19980101)30:1<61::AID-PROT6>3.3.CO;2-O.